# Антуфьев, Оккас Фёдорович
Оккас (Олег) Фёдорович Антуфьев (2 ноября 1927, Архангельск — 14 апреля 1995, Москва) — конструктор ракетной техники, лауреат Ленинской премии (1964).

## Биография
Родился 2 ноября 1927 года в Архангельске в семье активного участника революционного движения.
Окончил Архангельскую среднюю школу № 6 (1946, с серебряной медалью) и Ленинградский институт точной механики и оптики (1952). Направлен в Харьков на завод «Коммунар», где работал в должностях от инженера да начальника конструкторского отдела.
С 1959 года являлся первым заместителем главного конструктора, главный инженер ОКБ-692 (будущее НПО «Электроприбор»).
С 1965 года работал главным инженером 5-го ГУ, с 1978 года начальник 10-го ГУ Министерства общего машиностроения СССР (МОМ).
В 1968 году в НИИ прикладной механики защитил кандидатскую диссертацию.
Работал начальником 10-го ГУ МОМ до конца 1980-х годов.
Похоронен на Кунцевском кладбище.

## Звания и награды
- Ленинская премия (1964) — за участие в создании ракеты Р-16У.
- Два ордена Ленина:
  - 17.06.1961 — за успешное выполнение специального задания Правительства по созданию образцов ракетной техники, космического корабля-спутника «Восток» и осуществление первого в мире полета этого корабля с человеком на борту;
  - 1969;
- Орден Октябрьской революции (1984).
- Орден Трудового Красного Знамени (26.06.1959) — за участие в осуществлении космических программ.